# ニューかまー
『ニューかまー』は、2025年5月12日からTBSテレビの『月バラナイト』で放送されているバラエティ番組。かまいたちとニューヨークの冠番組でもある。

## 概要
ゲストが興味のあるジャンルの「ニューかまー（ニューカマー）」について、MCのかまいたちとニューヨークが調査をする番組である。

## 出演者

### MC
- かまいたち（山内健司、濱家隆一）
- ニューヨーク（嶋佐和也、屋敷裕政）

## 放送リスト
| 放送日時                     | タイトル                                                 | 出演者                                                              |
| ---------------------------- | -------------------------------------------------------- | ------------------------------------------------------------------- |
| 2024年12月31日 13:30 - 14:30 | かまいたち＆ニューヨークVS未知なる新人類「ニューかまー」 | かまいたち（山内健司、濱家隆一） ニューヨーク（嶋佐和也、屋敷裕政） |

| 回 | 放送日  | ゲスト         | テーマ                             | 備考 |
| -- | ------- | -------------- | ---------------------------------- | ---- |
| 1  | 5月12日 | 長嶋一茂       | 「一攫千金ビジネス」「老後の趣味」 |      |
| 2  | 5月19日 | ホラン千秋     | 「入手困難な野菜」「ストレス発散」 |      |
| 3  | 5月26日 | 鈴木砂羽       | 「お酒」「四角いもの」             |      |
| 4  | 6月2日  | EXILE TAKAHIRO | 「手作り弁当」「ズボラキャンプ」   |      |
| 5  | 6月9日  | 森泉           | 「流木」「動物愛」                 |      |
| 6  | 6月16日 | 三宅健         | 「お寿司屋さん」「コンクリート」   |      |
| 7  | 6月23日 | 上田竜也       | 「ハマグリ」「ストイックな神社」   |      |
| 8  | 6月30日 | 新木優子       | 「焼き魚」「かわいいカエル」       |      |

## ネット局と放送時間
| 放送対象地域 | 放送局             | 系列    | 放送日時            | 放送期間        | ネット状況 |
| ------------ | ------------------ | ------- | ------------------- | --------------- | ---------- |
| 関東広域圏   | TBSテレビ（TBS）   | TBS系列 | 月曜 23:56 - 翌0:55 | 2025年5月12日 - | 【制作局】 |
| 青森県       | 青森テレビ（ATV）  | TBS系列 | 月曜 23:56 - 翌0:55 | 2025年5月12日 - | 同時ネット |
| 宮城県       | 東北放送（tbc）    | TBS系列 | 月曜 23:56 - 翌0:55 | 2025年5月12日 - | 同時ネット |
| 山梨県       | テレビ山梨（UTY）  | TBS系列 | 月曜 23:56 - 翌0:55 | 2025年5月12日 - | 同時ネット |
| 山口県       | テレビ山口（tys）  | TBS系列 | 月曜 23:56 - 翌0:55 | 2025年5月12日 - | 同時ネット |
| 高知県       | テレビ高知（KUTV） | TBS系列 | 月曜 23:56 - 翌0:55 | 2025年5月12日 - | 同時ネット |
| 長崎県       | 長崎放送（NBC）    | TBS系列 | 月曜 23:56 - 翌0:55 | 2025年5月12日 - | 同時ネット |
| 石川県       | 北陸放送（MRO）    | TBS系列 | 火曜 9:55 - 10:50   | 2025年7月1日 -  | 遅れネット |
| 広島県       | 中国放送（RCC）    | TBS系列 | 月曜 23:56 - 翌0:55 | 2025年7月7日 -  | 遅れネット |

## スタッフ
- ナレーター：津野まさい
- 構成：大平尚志、山形遼介、吉田至、土橋ゲンゴロウ
- TP：井上浩
- TD/SW：川浦慎一
- CAM：山下剛
- VE：日高節夫
- MIX：渥美慶太郎
- LD：福嶋孝雄
- 編集：酒井広志
- MA：高山元
- 音響効果：久坂惠紹
- TK：HERA
- リサーチ：犬山智香子、杉木優美、本橋大佑
- 技術協力：千代田ビデオ、Zeta、ヌーベルアージュ
- 美術協力：TBS ACT
- 美術プロデューサー：清水久
- 美術デザイナー：田路健斗
- 美術ディレクター：千葉未奈美
- 装置：坂本進
- 操作：増田圭佑
- アクリル装飾：森美男
- 編成：野村和矢・山﨑純（TBSテレビ）
- 宣伝：糸井桂子・菅野純花（TBSテレビ）
- AD：藤田真央、沖田貴之、小林大起、高田鼓
- ディレクター：兼丸洋介、南家幸太、玉城渉、岡山薫、鴇田一樹、貝瀬鉄矢、高山倖典、柿木優輝
- VTR監修：藤本達也（ピコパンチ）
- 演出：北山友亮、大野剛史
- 総合演出：広瀬陽一（ピコパンチ）
- キャスティング：杉原亮一（アール）、黒木智子
- プロデューサー：小谷直之・酒井秀樹・佐藤大樹・山浦徹吾（オクタゴン）、鈴木一慶・中川天（吉本興業）
- チーフプロデューサー：たぐちゆたか（田口豊/オクタゴン）
- 制作協力：ピコパンチ、吉本興業
- 製作：Octagon group、TBS